# Intensywność źródeł
Intensywność źródeł – stosowany w mechanice płynów, a w szczególności w hydrodynamice podziemnej, parametr wyrażający intensywność wymiany ilości przepływającego płynu z otoczeniem układu.

## Intensywność źródeł w hydrodynamice podziemnej
Pojęcie intensywności źródeł posiada szczególne znaczenie w hydrodynamice podziemnej i inżynierii złożowej. Intensywność źródeł {\displaystyle q} jest niezerowa w miejscach, gdzie występuje wymiana masy płynu z otoczeniem. W praktyce oznacza to miejsca występowania studni lub odwiertów. Intensywność źródeł wyraża wówczas wielkość produkcji odwiertu {\displaystyle Q} (wyrażoną w m³/s) podzieloną przez jednostkę objętości płynu {\displaystyle V} (tj. m³):
{\displaystyle q\;{\stackrel {\mathrm {df} }{=}}\;{\frac {Q}{V}}}
Intensywność źródeł występuje np. w równaniu ciągłości przepływu dla ośrodka porowatego:
{\displaystyle h\,{\frac {\partial }{\partial t}}(\varrho \varphi )+\mathrm {div} (\varrho h\mathbf {u} )+\varrho hq=0}
gdzie:
{\displaystyle \mathbf {u} } – wektor prędkości filtracji,
{\displaystyle \varrho } – gęstość płynu,
{\displaystyle \varphi } – porowatość ośrodka porowatego,
{\displaystyle q} – intensywność źródeł,
{\displaystyle h} – parametr geometryczny,
{\displaystyle t} – czas.
Powszechnie przyjmuje się, że intensywność źródeł przyjmuje wielkości dodatnie w przypadku odwiertów eksploatacyjnych, a wielkości ujemne w przypadku odwiertów zatłaczających, choć jest to konwencja umowna. Źródło ujemne nosi nazwę upustu. W sensie hydrodynamicznym odwiert eksploatacyjny jest więc źródłem, a odwiert zatłaczający upustem. Nie używa się natomiast określenia intensywność upustu.

## Wymiary
Jednostką intensywności źródła jest odwrotność sekundy, tj. 1/s.

## Literatura
1. Bear J., (1972): Dynamics of Fluids in Porous Materials, American Elsevier, New York – London – Amsterdam.
2. Colins R.E., (1961): The Flow of Fluids through Porous Materials, van Nostrand, New York.
3. Peaceman D.W., (1977): Fundamentals of Petroleum Reservoir Simaulation, American Elsevier.
4. Sławomirski M.R.: The Simulation of Unsteady Two-Phase Flows through Anisotropic Porous Media Considering Isothermal Condensation of Multicomponent Gas, Archives of Mining Sciences/Archiwum Górnictwa, 31, 191–287, (1986).